# Cisterna de la Basílica
La Cisterna de la Basílica o, simplement, Cisterna Basílica (grec: Βασιλική Κινστέρνα, Vassilikí Kisterna; turc: Yerebatan Sarnıcı) és la més gran de les 60 construïdes a tot Constantinoble (actual Istanbul) durant l'època romana d'Orient i està molt a prop de Santa Sofia.
Es va construir en pocs mesos, l'any 532, emprant 336 columnes romanes procedents de temples pagans de l'Anatòlia, la majoria d'estil corinti. Ocupa una àrea de 9.800 m² i té 8 metres d'alçada amb una capacitat de 30 milions de litres. Es va utilitzar fins al segle xiv com a cisterna d'aigua i a mitjans del segle xix va ser restaurada després de ser usada com a magatzem de fusta. Es va haver de construir per eliminar la vulnerabilitat que significava la destrucció durant els setges de l'aqüeducte de Valent.
Tot fent una passejada relaxant amb música clàssica i il·luminacions acurades s'arriba al fons on hi ha els famosos dos caps de meduses, una al revés i l'altra de costat, sobre les quals reposen dues columnes.
Es coneix així per la seva ubicació sota l'Estoa Basílica de Constantinoble. El seu nom en turc vol dir 'cisterna subterrània'.